# Liste der Nummer-eins-Hits in Irland (2010)
Dies ist eine Liste der Nummer-eins-Hits in Irland im Jahr 2010. Sie basiert auf den offiziellen Single und Album Top 100 der irischen Charts, die im Auftrag der Irish Recorded Music Association (IRMA) erstellt werden. Es gab in diesem Jahr 25 Nummer-eins-Singles und 24 Nummer-eins-Alben.

## Singles
| ← 2009 ← | Liste der Nummer-eins-Hits in Irland | Liste der Nummer-eins-Hits in Irland | Liste der Nummer-eins-Hits in Irland | 2011 →                    |
| \| Zeitraum \| Wo. ges. \| Interpret \| Titel Autor(en) \| Zusätzliche Informationen \| \| (Zeitraum, Wochen auf Platz eins, Interpret, Titel, Autor[en], zusätzliche Informationen) \| \| \| \| \| \| ----------------------------------------------------------------------------------------- \| -------- \| ------------------------------ \| ----------------------------- \| ------------------------- \| \| 17. Dezember 2009 – 13. Januar 2010 4 Wochen \| 4 \| Joe McElderry \| The Climb \| – \| \| 14. Januar 2010 – 20. Januar 2010 1 Woche (insgesamt 2) \| 2 \| Lady Gaga \| Bad Romance \| – \| \| 21. Januar 2010 – 3. Februar 2010 2 Wochen \| 2 \| Owl City \| Fireflies \| – \| \| 4. Februar 2010 – 10. Februar 2010 1 Woche (insgesamt 4) \| 4 \| Jedward feat. Vanilla Ice \| Under Pressure (Ice Ice Baby) \| – \| \| 11. Februar 2010 – 17. Februar 2010 1 Woche \| 1 \| Helping Haiti \| Everybody Hurts \| – \| \| 18. Februar 2010 – 3. März 2010 2 Wochen (insgesamt 4) \| 4 \| Jedward feat. Vanilla Ice \| Under Pressure (Ice Ice Baby) \| – \| \| 4. März 2010 – 10. März 2010 1 Woche (insgesamt 2) \| 2 \| Boyzone \| Gave It All Away \| – \| \| 11. März 2010 – 17. März 2010 1 Woche (insgesamt 4) \| 4 \| Jedward feat. Vanilla Ice \| Under Pressure (Ice Ice Baby) \| – \| \| 18. März 2010 – 24. März 2010 1 Woche (insgesamt 2) \| 2 \| Boyzone \| Gave It All Away \| – \| \| 25. März 2010 – 21. April 2010 4 Wochen \| 4 \| Lady Gaga feat. Beyoncé \| Telephone \| – \| \| 22. April 2010 – 28. April 2010 1 Woche \| 1 \| Glee Cast \| Gives You Hell \| – \| \| 29. April 2010 – 12. Mai 2010 2 Wochen \| 2 \| Usher feat. Will.i.am \| OMG \| – \| \| 13. Mai 2010 – 19. Mai 2010 1 Woche \| 1 \| Train \| Hey, Soul Sister \| – \| \| 20. Mai 2010 – 26. Mai 2010 1 Woche \| 1 \| Alexandra Burke feat. Pitbull \| All Night Long \| – \| \| 27. Mai 2010 – 23. Juni 2010 4 Wochen \| 4 \| Edward Maya & Vika Jigulina \| Stereo Love \| – \| \| 24. Juni 2010 – 21. Juli 2010 4 Wochen \| 4 \| Katy Perry feat. Snoop Dogg \| California Gurls \| – \| \| 22. Juli 2010 – 28. Juli 2010 1 Woche (insgesamt 3) \| 3 \| Eminem feat. Rihanna \| Love the Way You Lie \| – \| \| 29. Juli 2010 – 4. August 2010 1 Woche \| 1 \| Yolanda Be Cool vs. DCUP \| We No Speak Americano! \| – \| \| 5. August 2010 – 11. August 2010 1 Woche \| 1 \| Flo Rida feat. David Guetta \| Club Can’t Handle Me \| – \| \| 12. August 2010 – 25. August 2010 2 Wochen (insgesamt 3) \| 3 \| Eminem feat. Rihanna \| Love the Way You Lie \| – \| \| 26. August 2010 – 1. September 2010 1 Woche \| 1 \| Taio Cruz \| Dynamite \| – \| \| 2. September 2010 – 8. September 2010 1 Woche \| 1 \| Katy Perry \| Teenage Dream \| – \| \| 9. September 2010 – 29. September 2010 3 Wochen \| 3 \| The Script \| For the First Time \| – \| \| 30. September 2010 – 6. Oktober 2010 1 Woche \| 1 \| Tinie Tempah feat. Eric Turner \| Written in the Stars \| – \| \| 7. Oktober 2010 – 27. Oktober 2010 3 Wochen \| 3 \| Bruno Mars \| Just the Way You Are \| – \| \| 28. Oktober 2010 – 3. November 2010 1 Woche \| 1 \| Cheryl Cole \| Promise This \| – \| \| 4. November 2010 – 24. November 2010 3 Wochen \| 3 \| Rihanna \| Only Girl (In the World) \| – \| \| 25. November 2010 – 15. Dezember 2010 3 Wochen \| 3 \| X Factor Finalists 2010 \| Heroes \| – \| \| 16. Dezember 2010 – 12. Januar 2011 4 Wochen \| 4 \| Matt Cardle \| When We Collide \| – \| |                                      |                                      |                                      |                           |
| ← 2009 |                                      |                                      |                                      | → 2011 →                  |
| Zeitraum | Wo. ges.                             | Interpret                            | Titel Autor(en)                      | Zusätzliche Informationen |
| (Zeitraum, Wochen auf Platz eins, Interpret, Titel, Autor[en], zusätzliche Informationen) |                                      |                                      |                                      |                           |
| 17. Dezember 2009 – 13. Januar 2010 4 Wochen | 4                                    | Joe McElderry                        | The Climb                            | –                         |
| 14. Januar 2010 – 20. Januar 2010 1 Woche (insgesamt 2) | 2                                    | Lady Gaga                            | Bad Romance                          | –                         |
| 21. Januar 2010 – 3. Februar 2010 2 Wochen | 2                                    | Owl City                             | Fireflies                            | –                         |
| 4. Februar 2010 – 10. Februar 2010 1 Woche (insgesamt 4) | 4                                    | Jedward feat. Vanilla Ice            | Under Pressure (Ice Ice Baby)        | –                         |
| 11. Februar 2010 – 17. Februar 2010 1 Woche | 1                                    | Helping Haiti                        | Everybody Hurts                      | –                         |
| 18. Februar 2010 – 3. März 2010 2 Wochen (insgesamt 4) | 4                                    | Jedward feat. Vanilla Ice            | Under Pressure (Ice Ice Baby)        | –                         |
| 4. März 2010 – 10. März 2010 1 Woche (insgesamt 2) | 2                                    | Boyzone                              | Gave It All Away                     | –                         |
| 11. März 2010 – 17. März 2010 1 Woche (insgesamt 4) | 4                                    | Jedward feat. Vanilla Ice            | Under Pressure (Ice Ice Baby)        | –                         |
| 18. März 2010 – 24. März 2010 1 Woche (insgesamt 2) | 2                                    | Boyzone                              | Gave It All Away                     | –                         |
| 25. März 2010 – 21. April 2010 4 Wochen | 4                                    | Lady Gaga feat. Beyoncé              | Telephone                            | –                         |
| 22. April 2010 – 28. April 2010 1 Woche | 1                                    | Glee Cast                            | Gives You Hell                       | –                         |
| 29. April 2010 – 12. Mai 2010 2 Wochen | 2                                    | Usher feat. Will.i.am                | OMG                                  | –                         |
| 13. Mai 2010 – 19. Mai 2010 1 Woche | 1                                    | Train                                | Hey, Soul Sister                     | –                         |
| 20. Mai 2010 – 26. Mai 2010 1 Woche | 1                                    | Alexandra Burke feat. Pitbull        | All Night Long                       | –                         |
| 27. Mai 2010 – 23. Juni 2010 4 Wochen | 4                                    | Edward Maya & Vika Jigulina          | Stereo Love                          | –                         |
| 24. Juni 2010 – 21. Juli 2010 4 Wochen | 4                                    | Katy Perry feat. Snoop Dogg          | California Gurls                     | –                         |
| 22. Juli 2010 – 28. Juli 2010 1 Woche (insgesamt 3) | 3                                    | Eminem feat. Rihanna                 | Love the Way You Lie                 | –                         |
| 29. Juli 2010 – 4. August 2010 1 Woche | 1                                    | Yolanda Be Cool vs. DCUP             | We No Speak Americano!               | –                         |
| 5. August 2010 – 11. August 2010 1 Woche | 1                                    | Flo Rida feat. David Guetta          | Club Can’t Handle Me                 | –                         |
| 12. August 2010 – 25. August 2010 2 Wochen (insgesamt 3) | 3                                    | Eminem feat. Rihanna                 | Love the Way You Lie                 | –                         |
| 26. August 2010 – 1. September 2010 1 Woche | 1                                    | Taio Cruz                            | Dynamite                             | –                         |
| 2. September 2010 – 8. September 2010 1 Woche | 1                                    | Katy Perry                           | Teenage Dream                        | –                         |
| 9. September 2010 – 29. September 2010 3 Wochen | 3                                    | The Script                           | For the First Time                   | –                         |
| 30. September 2010 – 6. Oktober 2010 1 Woche | 1                                    | Tinie Tempah feat. Eric Turner       | Written in the Stars                 | –                         |
| 7. Oktober 2010 – 27. Oktober 2010 3 Wochen | 3                                    | Bruno Mars                           | Just the Way You Are                 | –                         |
| 28. Oktober 2010 – 3. November 2010 1 Woche | 1                                    | Cheryl Cole                          | Promise This                         | –                         |
| 4. November 2010 – 24. November 2010 3 Wochen | 3                                    | Rihanna                              | Only Girl (In the World)             | –                         |
| 25. November 2010 – 15. Dezember 2010 3 Wochen | 3                                    | X Factor Finalists 2010              | Heroes                               | –                         |
| 16. Dezember 2010 – 12. Januar 2011 4 Wochen | 4                                    | Matt Cardle                          | When We Collide                      | –                         |

## Alben
| ← 2009 ← | Liste der Nummer-eins-Hits in Irland | Liste der Nummer-eins-Hits in Irland | Liste der Nummer-eins-Hits in Irland     | 2011 →                    |
| \| Zeitraum \| Wo. ges. \| Interpret \| Titel \| Zusätzliche Informationen \| \| (Zeitraum, Wochen auf Platz eins, Interpret, Titel, zusätzliche Informationen) \| \| \| \| \| \| ------------------------------------------------------------------------------ \| -------- \| -------------- \| ---------------------------------------- \| ------------------------- \| \| 17. Dezember 2009 – 6. Januar 2010 3 Wochen (insgesamt 7) \| 7 \| Michael Bublé \| Crazy Love \| – \| \| 7. Januar 2010 – 20. Januar 2010 2 Wochen (insgesamt 3) \| 3 \| Paolo Nutini \| Sunny Side Up \| – \| \| 21. Januar 2010 – 10. Februar 2010 3 Wochen (insgesamt 8) \| 8 \| Lady Gaga \| The Fame \| – \| \| 11. Februar 2010 – 17. Februar 2010 1 Woche (insgesamt 7) \| 7 \| Michael Bublé \| Crazy Love \| – \| \| 18. Februar 2010 – 10. März 2010 3 Wochen \| 3 \| Glee Cast \| Glee: The Music, Volume 1 \| – \| \| 11. März 2010 – 24. März 2010 2 Wochen \| 2 \| Boyzone \| Brother \| – \| \| 25. März 2010 – 7. April 2010 2 Wochen \| 2 \| Glee Cast \| Glee: The Music, Volume 2 \| – \| \| 8. April 2010 – 14. April 2010 1 Woche \| 1 \| Justin Bieber \| My Worlds \| – \| \| 15. April 2010 – 21. April 2010 1 Woche \| 1 \| Mumford & Sons \| Sigh No More \| – \| \| 22. April 2010 – 12. Mai 2010 3 Wochen \| 3 \| AC/DC \| Iron Man 2 (Soundtrack) \| – \| \| 13. Mai 2010 – 19. Mai 2010 1 Woche \| 1 \| Cathy Davey \| The Nameless \| – \| \| 20. Mai 2010 – 26. Mai 2010 1 Woche \| 1 \| Villagers \| Becoming a Jackal \| – \| \| 27. Mai 2010 – 16. Juni 2010 3 Wochen \| 3 \| Glee Cast \| Glee: The Music, Volume 3 – Showstoppers \| – \| \| 17. Juni 2010 – 23. Juni 2010 1 Woche \| 1 \| Glee Cast \| Glee: The Music, Journey to Regionals \| – \| \| 24. Juni 2010 – 21. Juli 2010 4 Wochen (insgesamt 6) \| 6 \| Eminem \| Recovery \| – \| \| 22. Juli 2010 – 4. August 2010 2 Wochen \| 2 \| Jedward \| Planet Jedward \| – \| \| 5. August 2010 – 18. August 2010 2 Wochen \| 2 \| Arcade Fire \| The Suburbs \| – \| \| 19. August 2010 – 1. September 2010 2 Wochen (insgesamt 6) \| 6 \| Eminem \| Recovery \| – \| \| 2. September 2010 – 8. September 2010 1 Woche \| 1 \| Katy Perry \| Teenage Dream \| – \| \| 9. September 2010 – 15. September 2010 1 Woche \| 1 \| Imelda May \| Mayhem \| – \| \| 16. September 2010 – 20. Oktober 2010 5 Wochen \| 5 \| The Script \| Science & Faith \| – \| \| 21. Oktober 2010 – 3. November 2010 2 Wochen \| 2 \| Kings of Leon \| Come Around Sundown \| – \| \| 4. November 2010 – 17. November 2010 2 Wochen \| 2 \| Bon Jovi \| Greatest Hits \| – \| \| 18. November 2010 – 24. November 2010 1 Woche (insgesamt 3) \| 3 \| Take That \| Progress \| – \| \| 25. November 2010 – 15. Dezember 2010 3 Wochen \| 3 \| Westlife \| Gravity \| – \| \| 16. Dezember 2010 – 29. Dezember 2010 2 Wochen (insgesamt 3) \| 3 \| Take That \| Progress \| – \| \| 30. Dezember 2010 – 19. Januar 2011 3 Wochen \| 3 \| Rihanna \| Loud \| – \| |                                      |                                      |                                          |                           |
| ← 2009 |                                      |                                      |                                          | → 2011 →                  |
| Zeitraum | Wo. ges.                             | Interpret                            | Titel                                    | Zusätzliche Informationen |
| (Zeitraum, Wochen auf Platz eins, Interpret, Titel, zusätzliche Informationen) |                                      |                                      |                                          |                           |
| 17. Dezember 2009 – 6. Januar 2010 3 Wochen (insgesamt 7) | 7                                    | Michael Bublé                        | Crazy Love                               | –                         |
| 7. Januar 2010 – 20. Januar 2010 2 Wochen (insgesamt 3) | 3                                    | Paolo Nutini                         | Sunny Side Up                            | –                         |
| 21. Januar 2010 – 10. Februar 2010 3 Wochen (insgesamt 8) | 8                                    | Lady Gaga                            | The Fame                                 | –                         |
| 11. Februar 2010 – 17. Februar 2010 1 Woche (insgesamt 7) | 7                                    | Michael Bublé                        | Crazy Love                               | –                         |
| 18. Februar 2010 – 10. März 2010 3 Wochen | 3                                    | Glee Cast                            | Glee: The Music, Volume 1                | –                         |
| 11. März 2010 – 24. März 2010 2 Wochen | 2                                    | Boyzone                              | Brother                                  | –                         |
| 25. März 2010 – 7. April 2010 2 Wochen | 2                                    | Glee Cast                            | Glee: The Music, Volume 2                | –                         |
| 8. April 2010 – 14. April 2010 1 Woche | 1                                    | Justin Bieber                        | My Worlds                                | –                         |
| 15. April 2010 – 21. April 2010 1 Woche | 1                                    | Mumford & Sons                       | Sigh No More                             | –                         |
| 22. April 2010 – 12. Mai 2010 3 Wochen | 3                                    | AC/DC                                | Iron Man 2 (Soundtrack)                  | –                         |
| 13. Mai 2010 – 19. Mai 2010 1 Woche | 1                                    | Cathy Davey                          | The Nameless                             | –                         |
| 20. Mai 2010 – 26. Mai 2010 1 Woche | 1                                    | Villagers                            | Becoming a Jackal                        | –                         |
| 27. Mai 2010 – 16. Juni 2010 3 Wochen | 3                                    | Glee Cast                            | Glee: The Music, Volume 3 – Showstoppers | –                         |
| 17. Juni 2010 – 23. Juni 2010 1 Woche | 1                                    | Glee Cast                            | Glee: The Music, Journey to Regionals    | –                         |
| 24. Juni 2010 – 21. Juli 2010 4 Wochen (insgesamt 6) | 6                                    | Eminem                               | Recovery                                 | –                         |
| 22. Juli 2010 – 4. August 2010 2 Wochen | 2                                    | Jedward                              | Planet Jedward                           | –                         |
| 5. August 2010 – 18. August 2010 2 Wochen | 2                                    | Arcade Fire                          | The Suburbs                              | –                         |
| 19. August 2010 – 1. September 2010 2 Wochen (insgesamt 6) | 6                                    | Eminem                               | Recovery                                 | –                         |
| 2. September 2010 – 8. September 2010 1 Woche | 1                                    | Katy Perry                           | Teenage Dream                            | –                         |
| 9. September 2010 – 15. September 2010 1 Woche | 1                                    | Imelda May                           | Mayhem                                   | –                         |
| 16. September 2010 – 20. Oktober 2010 5 Wochen | 5                                    | The Script                           | Science & Faith                          | –                         |
| 21. Oktober 2010 – 3. November 2010 2 Wochen | 2                                    | Kings of Leon                        | Come Around Sundown                      | –                         |
| 4. November 2010 – 17. November 2010 2 Wochen | 2                                    | Bon Jovi                             | Greatest Hits                            | –                         |
| 18. November 2010 – 24. November 2010 1 Woche (insgesamt 3) | 3                                    | Take That                            | Progress                                 | –                         |
| 25. November 2010 – 15. Dezember 2010 3 Wochen | 3                                    | Westlife                             | Gravity                                  | –                         |
| 16. Dezember 2010 – 29. Dezember 2010 2 Wochen (insgesamt 3) | 3                                    | Take That                            | Progress                                 | –                         |
| 30. Dezember 2010 – 19. Januar 2011 3 Wochen | 3                                    | Rihanna                              | Loud                                     | –                         |